# 35352 Техас
35352 Техас (35352 Texas) — астероїд головного поясу, відкритий 7 серпня 1997 року.
Тіссеранів параметр щодо Юпітера — 3,521.
Названо на честь американського штату Техас.